# Maykel Galindo
Maykel Galindo Castañeda (Villa Clara, 28 de janeiro de 1981) é um futebolista cubano que atua como atacante. Atualmente defende o Los Angeles Blues.

## Carreira
Começou sua carreira em 2001, no Villa Clara, equipe de sua cidade natal. Mudou-se para os EUA em 2005 para defender o Seattle Sounders (não confundir com o clube homônimo que disputa a MLS). Atuaria também pelo Chivas USA e Tampa Bay até 2010, quando seria selecionado no draft pelo FC Dallas. Em 2012, foi contratado pelo Los Angeles Blues.

## Seleção nacional
Galindo estreou pela Seleção Cubana de Futebol em 2002, em amistoso contra a Guatemala.
Ficou conhecido por ter desertado da equipe durante a Copa Ouro da CONCACAF 2005, realizada nos EUA, o país que acolheu o jogador pouco tempo depois. Com o episódio, El Atómico resolveu abandonar a Seleção, com apenas 24 anos. Em três anos, contabilizou 35 partidas, marcando 12 gols.